# IC 2714
IC 2714 ist ein offener Sternhaufen im Sternbild Kiel des Schiffs. Das Objekt wurde im Jahre 1826 von James Dunlop entdeckt.